# Margarodes capensis
Margarodes capensis är en insektsart som beskrevs av Alfred Giard 1897. Margarodes capensis ingår i släktet Margarodes och familjen pärlsköldlöss. Inga underarter finns listade i Catalogue of Life.